# Afrorabigus scopus
Afrorabigus scopus – gatunek chrząszcza z rodziny kusakowatych i podrodziny Staphylininae.
Gatunek ten został opisany w 2014 roku przez Lubomíra Hromádkę na podstawie parki odłowionej w Tanzanii w 1902 roku.
Kusak o ciele długości 4,8 mm. Głowę ma czarną, z 4 punktami między oczami, wyraźnie ku tyłowi zwężoną. Głaszczki oraz dwa pierwsze i nasadę trzeciego członu czułków ma brudnożółte. Przedplecze z przodu pomarańczowe, z tyłu czarniawe, charakteryzuje się obecnością 6 punktów w każdym rzędzie grzbietowym i 2 w każdym sublateralnym. Delikatnie punktowana tarczka jest czarnej barwy. Pokrywy są pomarańczowe z przyczernionymi bokami i szwem. Powierzchnię mają delikatnie, gęsto punktowaną i szaro oszczeconą. Pierwsze cztery widoczne tergity odwłoka ma czarne z pomarańczowymi brzegami tylnymi i paratergitami, a kolejne dwa z pomarańczowożółtą przednią ⅓ i ciemniejszą resztą.
Chrząszcz znany wyłącznie z lokalizacji typowej.